# 化学教育

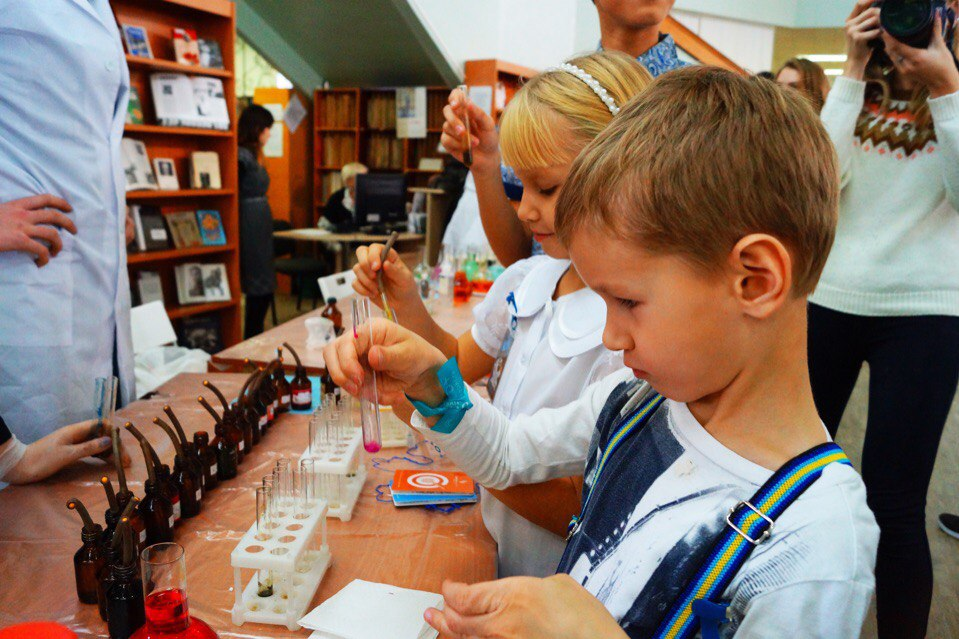
ロシア連邦サマーラで、実践的な化学の教育カリキュラムの一環として、子どもたちが試験管の中で化学物質を混合している。

化学教育（かがくきょういく）は、化学の教育、学習についての研究である。STEM教育やDBER（ディーバー、discipline-based education researchの略称、専門分野に根ざした教育研究）の一部である。化学教育のトピックは、生徒の化学の学び方を理解すること、化学を教えるための最も効率の良い方法を特定することが含む。化学教育研究（英: Chemistry education research, CER）の報告に基づき、化学の教育課程と学習の成果を改善することが常に必要とされる。教授法を改め、教室の講義、デモンストレーション、実験室での活動を含む多くの方法の中で化学の教育者に適切な研修を提供することによって、化学教育は改善される。

## 重要性
化学の分野は私たちの世界の基礎であるため、化学教育は重要である。宇宙は化学の法則に従わねばならないにもかかわらず、人間の存在は体内の化学反応の整然とした進行次第である。セントラルサイエンスと言われる化学は、物理科学と生命科学、応用科学を結びつける。化学は食品科学、医学、化学工業、環境科学のような分野で応用されている。化学を学ぶことは、生徒が科学的方法を学び、批判的思考、演繹、問題解決、コミュニケーションの技能を身につけることを可能にする。若い生徒に化学を教えることで、生涯を通してのSTEM教育への生徒の関心を高められる。化学はあらゆる仕事に応用できる多くの譲渡可能な技能を生徒に提供する。

## 教育方針
最もよくある化学教育の方法は、実験室の要素を用いての講義である。実験室の課程は、19世紀の終わりにかけて化学の教育課程の重要な一部となった。ドイツの科学者ユストゥス・フォン・リービッヒは、講義のモデルを実験室の要素を含む実演によるものに変える上で重要な役割を果たした。リービッヒは実験室を管理した最初の化学者の1人で、エーベン・ノートン・ホースフォードとチャールズ・W・エリオットの努力により彼の方法論がアメリカで広く受け入れられた。リービッヒの実験室で働いたあと、ホースフォードはアメリカに帰り、ハーバード大学でハーバード・工学／応用科学スクールの設立を手伝った。ハーバード・工学／応用科学スクールは、リービッヒの方法論を手本にし、最初の化学実験の課程を築き上げた。2年後、チャールズ・W・エリオットが実験室のボランティア活動をし始めた。エリオットは実験室へ興味が高まり、管理を担った。エリオットは1869年に、ハーバード大学の学長に選出された。エリオットは、教育で他にも強い役割を務め、実験課程の採択の普及に大きな影響を与えた。現代のアメリカ化学会の専門教育は、学士号を得るために生徒は基礎化学以外で400時間の実験経験を積むことが求められる。王立化学会は、学士号を得るために生徒が300時間の実験経験を積むことを求めている。
21世紀から化学の教育課程における実験課程の役割について、主要な専門誌で疑問視された。実験課程への主な反対意見として、生徒の学習に影響する根拠がほとんどないというものがあった。研究者は、「なぜ私たちは学習課程の中で実験を行うか」「教育課程の中の他の課程では満たされない、実験のみにある特徴は何か」と質問した。研究者は化学の実験室のスペース、時間、教材の出資が生徒の学習に価値をもたらす証拠を求めている。

## 教育理論
化学教育の展開に、異なった教育哲学的な視点がある。

### 実践者の視点
1つ目の視点は化学を教える責任のある人（教師、専任講師、教授）たちにより、最終的に化学教育が定義されてしまうもので、英語でpractitioner’s perspectiveと表される。

### 化学の教師の視点
2つ目の視点は、実験室で研究する典型的な分野（有機化学、無機化学、生化学など）への直接の関心を公表するのとは反対に、提言、レポート、観察記録、その他の実習の報告を出版物、書物、プレゼンを通してパブリックドメインに貢献することに関心を持つ化学の教職員と専任教師の自己識別グループにより定義されるものである。当時カミーユ・アンド・ヘンリー・ドレイファス財団 (The Camille and Henry Dreyfus Foundation) の常務取締役であったロバート・L・リヒター博士は第16回化学教育隔年会議での講義（最近のBCCE会議 : 、）で、高等教育にはとても立派な専門用語、すなわち「化学の教授 (chemistry professor) 」があるのに、なぜ「化学の教育者 (chemical educator) 」のような用語でさえ存在しているのか、という疑問を投げかけた。この視点に対する批判の1つに、少数の教授しか形式に沿った準備や経歴を仕事に持ち込まないため、教授の教育や学習の企画、特に効果的な教育や生徒の学び方に関する発見についての専門的な視点がかなり欠けているというものがあった。

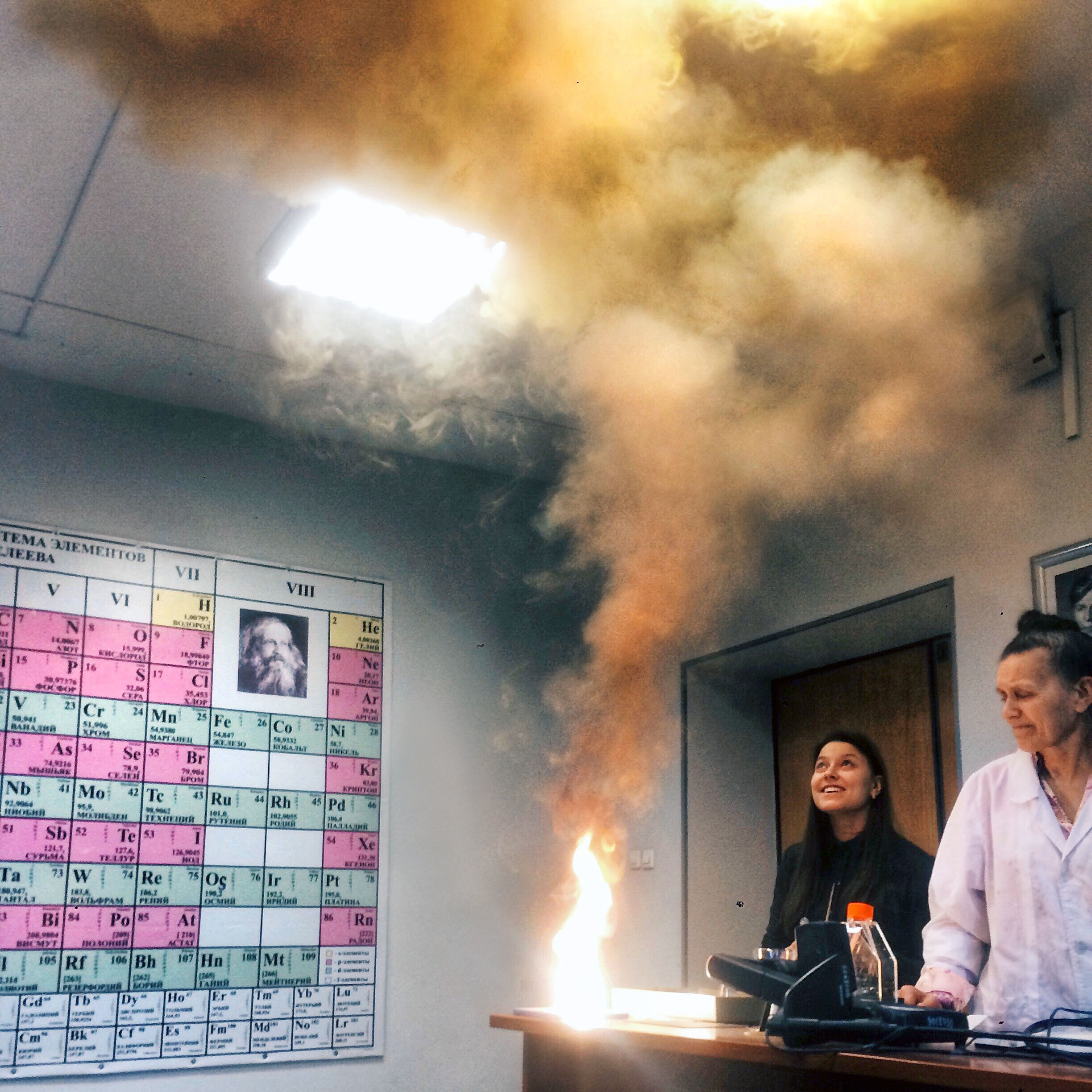
化学の授業での実演

### 化学教育研究 (CER)
3つ目の視点は化学教育研究 (CER) である。CERは化学の教育と学習に焦点を当てた、学問に基づく教育研究 (DBER) の一種である。化学教育の研究者にとっての包括的な目標は、生徒が化学について「専門家のような」一貫性があり、役に立つ知識を身につけることを手伝うことである。CERの分野は以下の研究を伴う。
- 生徒の化学的事象に対する理解を築き、学問についての実践的な技能を養う方法。
- CERのレポート、例えば確かな学習計画と教育指導についての提案を、教育課程の計画に役立てる方法。

上述の研究を評価する機器を開発している。
物理教育研究 (physics education research, PER) の例に従い、CERは、たいてい教育学部で行われる大学入学前の科学教育研究で開発された学説や方法を採用し、大学入学前の環境に加え、中等教育後の環境と同様の問題の理解に応用する傾向がある。科学教育の研究者のように、CERの実践者は自身の教育実践に焦点を当てず、他の人の教育実践を学ぶ傾向がある。CERは一般的に、中等、高等教育の学校の人間を対象として、その場で実施される。CERは量的でも質的でもあるデータ収集方法を利用する。量的な方法はおおむね、さまざまな統計方法を用いて分析可能なデータを伴う。質的な方法はインタビュー、観察、文書の分析、ジャーナリングなど、社会科学研究に共通の方法を伴う。

### SoTL
SoTLと呼ばれる新しい視点もある。SoTLを定義する最も良い方法に議論があり、おもな実践の1つは無機化学、有機化学、生化学などの指導者が、よく理解した上で実践に対する見解の発表、研究を行い自身の教育について考える方法、どのようなものが生徒の学習の深い理解を構成するかについて理解を養うことである。

### システム思考のアプローチ
2017年、STICE（Systems Thinking Into Chemistry Educationの略）のプロジェクトがシステム思考のアプローチを一般化学教育における中等教育（後）用に提案した。化学教育、複雑なテーマをその部分の概要として学習することを含む還元主義者のアプローチに大きく依存してきた。還元主義者のアプローチは私たちの自然世界の知識の増加に有益ではあるが、世界的な問題である持続可能性、気候変動、公害、貧困などに立ち向かう上では不十分である。還元主義者のアプローチには限界があるため、研究者は互いに補完し合う化学教育におけるシステム思考のアプローチを提案している。システム思考のアプローチでは、全体論的な視点に関する概念を学び、どれほど化学がより大きな社会問題に関連しているか生徒が批判的に考えられるようにすることが必要である。研究者はシステム思考のアプローチにより補完された還元主義者のアプローチは、グローバルな視野を持った化学者を生み出すことができる。

## 化学の授業への恐怖
多くの大学生、特に科学を勉強する生徒は、化学の学習カリキュラムを受ける必要があるが、化学の授業や実験にストレスを感じる生徒もいる。生徒はしばしば学習成績、化学反応式を学習する難度、手元の化学物質への心配などにストレスを感じる。事前に化学の学習を行うと、不安は抑えられる。化学分野ではなく化合物に対する嫌悪感の症状は、ケモフォビアに詳述がある。

## 学術雑誌
いくつかの科学学術雑誌は、化学教育に関連した論文を掲載する。他の雑誌が全ての教育レベル（学校か大学か）を扱うが、いくつかの雑誌は特定の教育レベルに焦点をしぼる。雑誌の記事は、教室や実験室の実践レポートから教育研究まで記す。
- Australian Journal of Education in Chemistry : 王立オーストラリア化学会（英語版）が出版。学校の教育も大学の教育も扱う。
- Chemical Education Journal (CEJ) : 化学教育の全ての分野を扱う[22][23]。
- Chemistry Education Research and Practice (CERP) : 王立化学会 (RSC) が出版。革新的な実践のはっきりとした評価を含む、理論的な視点、文献のレビュー、実験に基づいた論文を掲載する[24]。
- Education in Chemistry (EiC) : 王立化学会が出版。化学教育の全ての分野を扱う。（EiCはRSCの教育雑誌であるのに対し、CERPは査読された研究雑誌である。）
- Foundations of Chemistry (FOCH) : シュプリンガー・サイエンス・アンド・ビジネス・メディアが出版。哲学的で歴史的な化学教育の側面について扱う。
- Journal of Chemical Education : アメリカ化学会の化学教育部門が出版。学校の教育も大学の教育も扱う。
- The Chemical Educator : シュプリンガー・サイエンス・アンド・ビジネス・メディアが1996年から2002年まで出版。化学教育の全ての分野を扱った。

化学教育の研究は、より広い科学教育の分野の学術雑誌にも掲載される。

## 各国の現況

### 日本
日本で化学教育上特に顕著な業績を修めた者は、公益社団法人日本化学会が化学教育賞を贈る。原則日本化学会の会員が受賞する。日本化学会の会員に限らないものは化学教育有功賞がある。

### アメリカ合衆国
アメリカは学部教育と大学院のレベルで、以下の化学教育の学位が取得可能である。
- 化学教育の学士（理学）
- 化学教育の修士（理学）
- 化学教育のDoctor of Philosophy[注 1]

さらに、単科大学と総合大学では、以下の例のような化学教育専門の化学の学位を取得できる。
- 化学教育専門の化学の学士（理学）- バージニア大学[26]
- 化学教育を重視した化学の修士（文学）（英語版）- カリフォルニア大学サンタバーバラ校[27]
- 化学の教育と学習の研究に対してM.S.とPh.D.の学位を授与する、化学の分野で学位号を取得するプログラムの概説[28]は、https://sites.google.com/miamioh.edu/bretzsl/cer-resources/cer-graduate-programsで検索可能である。

化学に関心のある大学生は、以下の分野を専攻することができる。
- 化学
- 化学工学
- 生化学
- 環境化学
- 分析化学
- 法化学